# 범죄이론
범죄이론은 범죄가 성립하는 데 필요한 각각의 요소를 법학적으로나 사회학적 또는 정책학적 관점에서 연구하는 형법학의 이론을 뜻한다.

## 객관주의
범죄에서 외부적 사실인 행위와 결과라는 객관적 요소를 형벌평가의 대상으로 하고, 형벌의 종류와 경중도 이에 상응해야 한다.

## 주관주의
범죄에서 주관적 요소를 중요시하여 행위자의 반사회적 성격, 범죄적 위험성을 형벌적 평가의 대상으로 하고, 형벌의 종류와 경중도 이에 상응해야 한다.

## 객관주의와 주관주의의 형법해석상 차이점
|                          | 객관주의                     | 주관주의                     |
| ------------------------ | ---------------------------- | ---------------------------- |
| 자유의사                 | 인정                         | 부정                         |
| 형벌의 본질              | 응보                         | 교육                         |
| 형벌의 기능              | 일반예방                     | 특별예방                     |
| 위법성                   | 규범위반성, 법익침해성       | 반사회성                     |
| 책임의 본질              | 비난가능성                   | 반사회적 성격의 위험성       |
| 책임능력                 | 범죄능력, 유책행위능력       | 형벌적응능력                 |
| 책임의 근거              | 도의적 책임론                | 사회적 책임론                |
| 책임판단의 대상          | 행위책임                     | 행위자책임                   |
| 구성요건적 착오          | 구체적 부합설, 법정적 부합설 | 추상적 부합설                |
| 위법성 인식              | 필요(인식가능성으로 충분)    | 자연범은 불요, 법정범은 필요 |
| 기대가능성의 판단기준    | 주관설                       | 객관설                       |
| 과실의 판단기준          | 주관설                       | 객관설                       |
| 실행의 착수시기          | 객관설                       | 주관설                       |
| 미수범의 처벌            | 기수범보다 감경              | 기수범과 동일하게 처벌       |
| 불능법과 불능미수의 구별 | 객관설                       | 주관설(불능범 부정)          |
| 공동정범의 본질          | 범죄공동설                   | 행위공동설                   |
| 승계적 공동정범          | 부정                         | 긍정                         |
| 공범의 종속성 유무       | 공범종속성설                 | 공범독립성설                 |
| 미수의 교사              | 인정                         | 부정                         |
| 죄수결정의 기준          | 행위, 구성요건, 법익표준설   | 의사표준설                   |

## 참고 문헌
- 손동권, 『체계적 형법연습』, 율곡출판사, 2005. (ISBN 89-85177-91-5)